# Palmarès del Club Patí Vic
Il Club Patí Vic nella sua storia si è aggiudicato quattro Coppe del Re e due Supercoppe nazionali; a livello internazionale ha conquistato una Coppa CERS e una Coppa Intercontinentale. A questi trofei si aggiungono tre finali perse in Eurolega, due in Coppa CERS e una di Coppa Continentale. 

## Competizioni ufficiali
8 trofei

### Competizioni nazionali
6 trofei
- Coppa del Re: 4

1999, 2009, 2010, 2015
- Supercoppa di Spagna: 2

2009, 2010

### Competizioni internazionali
2 trofei
- Coppa CERS/WSE: 1

2000-2001
- Coppa Intercontinentale: 1

2016

## Altri piazzamenti

### Competizioni nazionali
- Campionato spagnolo

2º posto: 1997-1998, 2000-2001, 2015-2016
3º posto: 1996-1997, 2002-2003, 2005-2006, 2008-2009, 2009-2010, 2013-2014
- Coppa del Re

Finale: 1995, 2003, 2005, 2008, 2016
Semifinale: 1975, 1979, 1982, 1993, 1997, 2000, 2006, 2011, 2014, 2017
- Supercoppa di Spagna

Finale: 2005

### Competizioni internazionali
- Coppa dei Campioni/Champions League/Eurolega

Finale: 2008-2009, 2009-2010, 2014-2015
Semifinale: 2007-2008
- Coppa CERS/WSE

Finale: 1993-1994, 2012-2013
- Supercoppa d'Europa/Coppa Continentale

Finale: 2001-2002